# Platytachina major
Platytachina major là một loài ruồi trong họ Tachinidae.